# Uromys porculus
Uromys porculus é uma espécie de roedor da família Muridae.
Poderia ser encontrada nas Ilhas Salomão.